# Persone di cognome Montgomery
| Questa pagina contiene informazioni ricavate automaticamente dalle voci biografiche con l'ausilio del template Bio e di un bot. L'aggiornamento è periodico e automatico e ricostruisce completamente la pagina. Se manca una persona in questa lista, sei pregato di non aggiungerla, ma accertati piuttosto che la sua voce biografica contenga il template Bio e che i dati anagrafici siano correttamente compilati. Se il template Bio manca, inseriscilo tu stesso o, in alternativa, metti l'avviso {{tmp\|Bio}} che ne segnala la mancanza. Se i dati riportati sono sbagliati, correggi direttamente la voce biografica; le modifiche saranno visibili in questa lista entro pochi giorni. Per chiarimenti vedi il progetto antroponimi. La lista contiene solo le 54 persone che sono citate nell'enciclopedia e per le quali è stato implementato correttamente il template Bio. Pagina aggiornata al 23 apr 2025. |

Questa è una lista di persone presenti nell'enciclopedia che hanno il cognome Montgomery, suddivise per attività principale.

## Allenatori di calcio(1)
- Nick Montgomery, allenatore di calcio e ex calciatore scozzese (Leeds, n. 1981)

## Allenatori di pallacanestro(1)
- Mike Montgomery, allenatore di pallacanestro statunitense (Long Beach, n. 1947)

## Attori(7)
- Robert Montgomery, attore, regista e produttore cinematografico statunitense (Beacon, n. 1904 - New York, † 1981)
- Anthony Montgomery, attore statunitense (Indianapolis, n. 1971)
- David C. Montgomery, attore e ballerino statunitense (Saint Joseph, n. 1870 - Chicago, † 1917)
- Douglass Montgomery, attore statunitense (Los Angeles, n. 1907 - Norwalk, † 1966)
- George Montgomery, attore e regista statunitense (Brady, n. 1916 - Rancho Mirage, † 2000)
- Lee Montgomery, attore canadese (Winnipeg, n. 1961)
- Ray Montgomery, attore statunitense (Los Angeles, n. 1922 - Santa Barbara, † 1998)

## Attrici(5)
- Elizabeth Montgomery, attrice statunitense (Hollywood, n. 1933 - Los Angeles, † 1995)
- Flora Montgomery, attrice britannica (Greyabbey, n. 1974)
- Janet Montgomery, attrice britannica (Bournemouth, n. 1985)
- Poppy Montgomery, attrice australiana (Sydney, n. 1972)
- Diana Serra Cary, attrice statunitense (San Diego, n. 1918 - Gustine, † 2020)

## Aviatori(1)
- Kenneth Barbour Montgomery, aviatore inglese (Birkenhead, n. 1897 - Chester, † 1965)

## Bassisti(1)
- Monk Montgomery, bassista statunitense (Indianapolis, n. 1921 - Las Vegas, † 1982)

## Batteristi(1)
- Chuck Biscuits, batterista canadese (Columbia Britannica, n. 1965)

## Calciatori(2)
- Adam Montgomery, calciatore scozzese (Livingston, n. 2002)
- Jimmy Montgomery, ex calciatore inglese (Sunderland, n. 1943)

## Cantanti(1)
- Tammi Terrell, cantante statunitense (Filadelfia, n. 1945 - Filadelfia, † 1970)

## Cantautori(1)
- John Michael Montgomery, cantautore e musicista statunitense (Danville, n. 1965)

## Cantautrici(1)
- Melba Montgomery, cantautrice statunitense (Iron City, n. 1938 - Nashville, † 2025)

## Cavalieri(1)
- John Montgomery, cavaliere e giocatore di polo statunitense (Elizabethtown, n. 1881 - Washington, † 1948)

## Cestiste(2)
- Alex Montgomery, ex cestista statunitense (Tacoma, n. 1988)
- Renee Montgomery, ex cestista statunitense (St. Albans, n. 1986)

## Cestisti(3)
- Howie Montgomery, ex cestista statunitense (n. 1940)
- Jim Montgomery, cestista statunitense (Johnstown, n. 1915 - Mesa, † 1982)
- George Montgomery, ex cestista statunitense (Chicago, n. 1962)

## Chitarristi(3)
- Wes Montgomery, chitarrista e compositore statunitense (Indianapolis, n. 1923 - Indianapolis, † 1968)
- Monte Montgomery, chitarrista e cantautore statunitense (Birmingham, n. 1966)
- Roy Montgomery, chitarrista neozelandese (Londra, n. 1959)

## Ciclisti su strada(1)
- Sven Montgomery, ex ciclista su strada e dirigente sportivo svizzero (Detmold, n. 1976)

## Generali(2)
- Bernard Law Montgomery, generale britannico (Kennington, Londra, n. 1887 - Alton, † 1976)
- Richard Montgomery, generale irlandese (Swords, n. 1738 - Québec, † 1775)

## Giocatori di football americano(2)
- David Montgomery, giocatore di football americano statunitense (Cincinnati, n. 1997)
- Ty Montgomery, giocatore di football americano statunitense (Dallas, n. 1992)

## Giocatori di poker(1)
- Scott Montgomery, giocatore di poker canadese (Perth, n. 1981)

## Matematici(2)
- Hugh Montgomery, matematico statunitense (Muncie, n. 1944)
- Deane Montgomery, matematico statunitense (Weaver, n. 1909 - Chapel Hill, † 1992)

## Militari(1)
- Jacques de Montgomery, militare francese († 1562)

## Nuotatori(1)
- Jim Montgomery, ex nuotatore statunitense (Madison, n. 1955)

## Pugili(1)
- Bob Montgomery, pugile statunitense (Sumter, n. 1919 - † 1998)

## Rapper(1)
- Royce da 5'9", rapper statunitense (Detroit, n. 1977)

## Registi(1)
- Frank Montgomery, regista, attore e sceneggiatore statunitense (Petrolia, n. 1870 - Hollywood, † 1944)

## Rugbisti a 15(1)
- Percy Montgomery, ex rugbista a 15 sudafricano (Walvis Bay, n. 1974)

## Scrittori(1)
- Edmund Crispin, scrittore e compositore britannico (Chesham Bois, n. 1921 - Londra, † 1978)

## Scrittrici(2)
- Florence Montgomery, scrittrice britannica (Londra, n. 1843 - Londra, † 1923)
- Lucy Maud Montgomery, scrittrice canadese (Clifton, n. 1874 - Toronto, † 1942)

## Skeletonisti(1)
- Jon Montgomery, skeletonista canadese (n. 1979)

## Tenniste(1)
- Robin Montgomery, tennista statunitense (Washington, n. 2004)

## Tennisti(1)
- Forest Montgomery, tennista statunitense (Cleveland, n. 1874 - † 1947)

## Triatlete(1)
- Carol Montgomery, ex triatleta canadese (Sechelt, n. 1965)

## Velocisti(1)
- Tim Montgomery, ex velocista statunitense (Gaffney, n. 1975)

## Senza attività specificata(1)
- Candy Montgomery, statunitense (n. 1949)